# 8月10日
8月10日（はちがつとおか）は、グレゴリオ暦で年始から222日目（閏年では223日目）にあたり、年末まであと143日ある。

## できごと

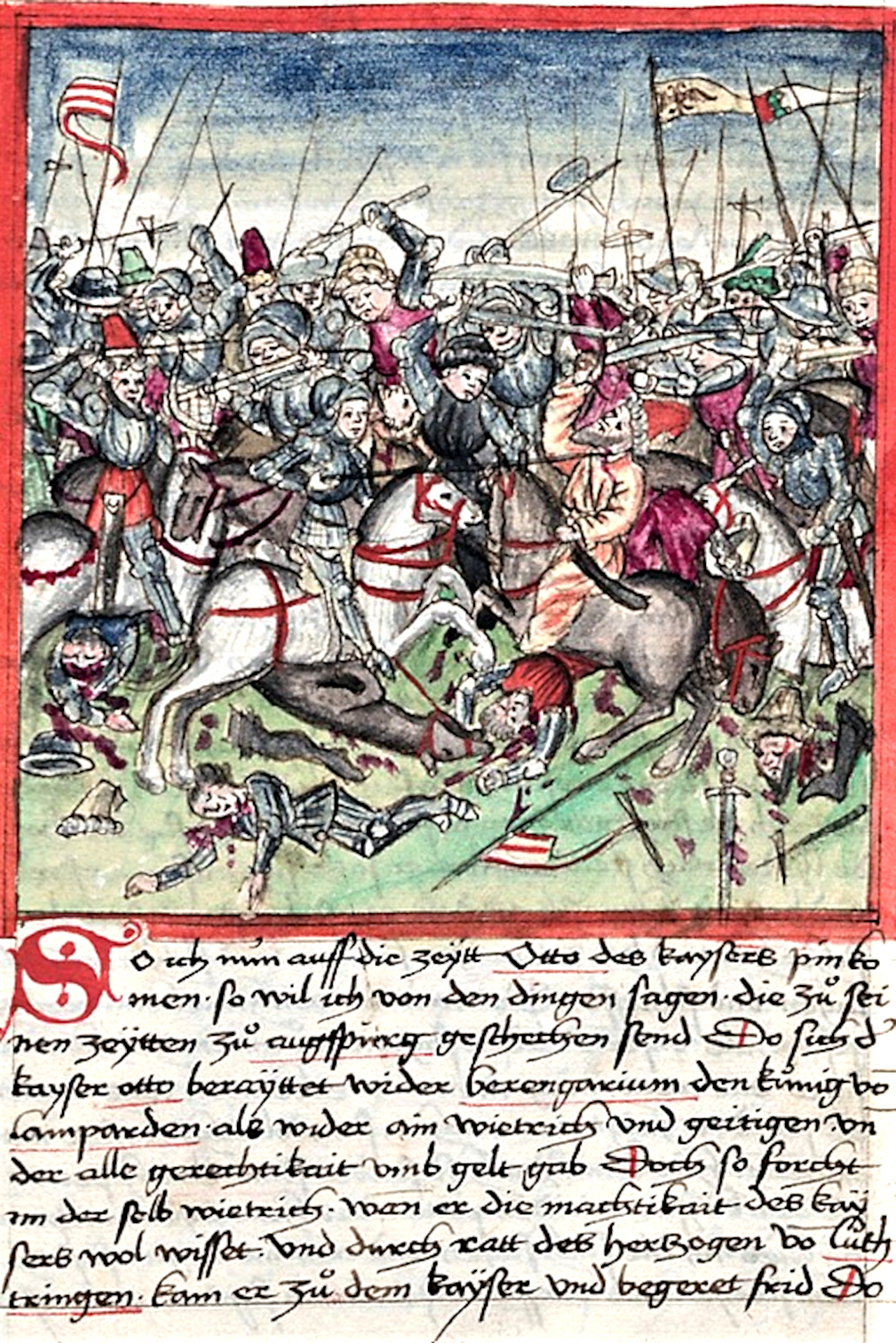
レヒフェルトの戦い（955年）
ハンガリーによる西方侵略の終結。

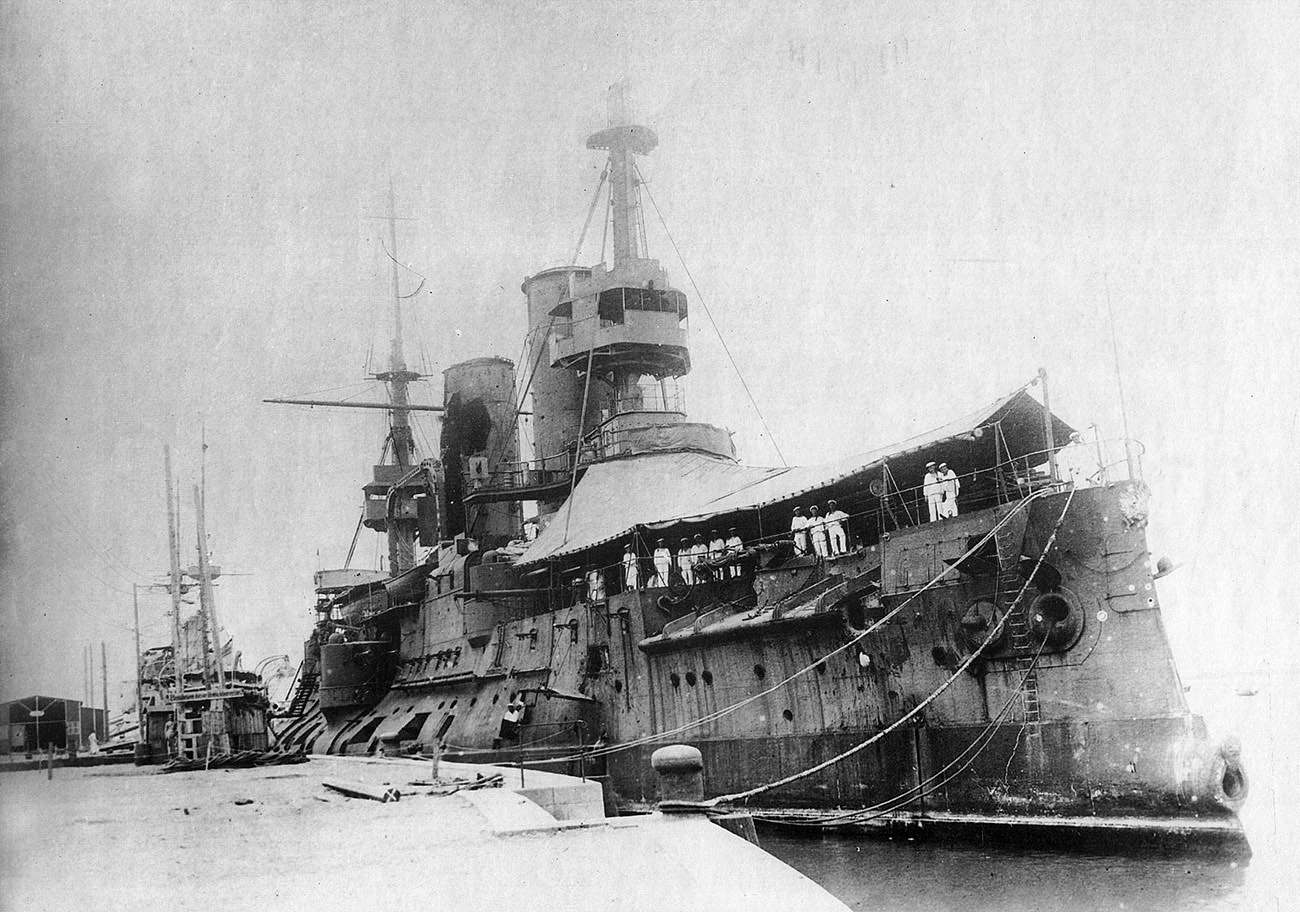
黄海海戦 (日露戦争)（1904年）
画像は青島に逃れた太平洋艦隊旗艦「ツェサレーヴィチ」

- 610年 - ムハンマドの前に大天使ジブリールが現れ、最初の神からの啓示を与える（伝承による日付）。
- 843年 - ヴェルダン条約の締結 ：フランク王国がルートヴィヒ敬虔帝の3人の子に分割され、東フランク王国・西フランク王国・中部フランク王国が成立。
- 955年 - レヒフェルトの戦い ：神聖ローマ皇帝オットー1世率いるドイツ軍がハンガリー軍を撃退し、50年に及ぶハンガリーの西方侵略が終結する。
- 991年 - モルドンの戦い ：イングランドはモルドン（英語版）の太守ビュルフトヌス（英語版）、侵入してきたヴァイキングを迎え撃つも敗北。
- 1270年 - ザグウェ朝を滅ぼしたイクノ・アムラクが、1975年まで続くエチオピア帝国（ソロモン朝）の初代皇帝に即位。
- 1584年（天正12年7月5日） - 天正遣欧少年使節がリスボンに到着。
- 1628年 - スウェーデン海軍の戦列艦「ヴァーサ」が処女航海の出航直後に突然沈没する。
- 1675年 - イギリス、ロンドンでグリニッジ天文台が着工される。
- 1680年 - プエブロの反乱が始まる。
- 1776年 - アメリカ独立宣言書がイギリスのロンドンに届く ：アメリカ独立戦争の一局面。
- 1788年 - モーツァルトが、自身最後の交響曲となる交響曲第41番を完成させる[1]。
- 1792年 - 8月10日事件 ：フランス革命の一局面。市民と義勇軍がテュイルリー宮殿を襲撃して国王ルイ16世を逮捕。王権を停止する。
- 1793年 - フランス、パリでルーヴル美術館が開館[2]。
- 1809年 - キト（現在のエクアドルの首都）がスペインからの独立を宣言。
- 1821年 - アメリカ合衆国のミズーリ準州が州に昇格し、同国で24番目の州・ミズーリ州となる。
- 1829年 - ベルナーオーバーラントの最高峰フィンスターアールホルン（英語版）に初登頂。
- 1846年 - アメリカ合衆国大統領ジェームズ・ポークがスミソニアン研究所を設立する法案に署名する。
- 1861年 - ウィルソンズ・クリークの戦い ：南北戦争の一局面。
- 1868年（明治元年6月22日） - 明治政府が堺県を設置。
- 1898年 - 第6回衆議院議員総選挙。
- 1901年 - 青森県東方沖を震源とするM 7.4の地震で18人が死亡した。前日にもM 7.2の地震があった。
- 1902年 - 第7回衆議院議員総選挙。
- 1902年 - 伊豆諸島の鳥島近海を航行中の船舶より、島から噴煙が上がり、集落が噴出物で覆われているのが確認される。噴火は8月7日から9日にかけて発生したとみられ、アホウドリの羽毛採集に従事していた全島民125人が死亡した[3]。
- 1903年 - パリメトロ火災発生、84名が犠牲となる。
- 1904年 - 黄海海戦: 旅順の西南黄海海域で、大日本帝国海軍連合艦隊とロシア帝国海軍第一太平洋艦隊が交戦し、大日本帝国海軍が勝利する。
- 1905年 - アメリカ合衆国ポーツマスで日露戦争の講和会議が始まる。
- 1913年 - ブカレスト条約が締結され、第二次バルカン戦争が終結。
- 1914年 - 大森海岸で第1回水上選手権（後に日本選手権水泳競技大会へ発展）が開催[4]。
- 1915年 - 日本にて、田熊常吉が日本初の国産ボイラー「タクマ式ボイラ」の特許を出願。
- 1919年 - 伯備北線の、伯耆大山駅 - 伯耆溝口駅間が開業。現在の伯備線において最も早く開業した区間。
- 1920年 - 第一次世界大戦において、オスマン帝国のスルタンメフメト6世がセーヴル条約に調印し、結果、オスマン帝国は広大な領土を失う。
- 1921年 - フランクリン・ルーズベルトがカナダ・カンポベロ島の別荘でポリオを発症し、のちの生涯で下半身を不自由にする。
- 1942年 - 戦時新聞統合により福岡日日新聞と九州日報が合併し「西日本新聞」創刊。
- 1944年 - マリアナ・パラオ諸島の戦い ：第二次世界大戦の一局面。日本軍守備隊が玉砕し、グアムの戦いが終結。
- 1945年 - 第二次世界大戦最末期の、未明、前日から行われていた御前会議で、国体護持を条件としてポツダム宣言の受諾を決定する[5]。
- 1945年 - 花巻空襲：アメリカ海軍空母ハンコックの艦載機15機が花巻駅、花巻小学校周辺を空襲。673戸が焼失し、42名が死亡[6][7]。
- 1945年 - 東安駅爆破事件 ：第二次世界大戦最末期におけるソ連対日参戦の局面。満洲国の東安駅（現 中華人民共和国黒竜江省密山市）で撤退する日本軍が駅施設を爆破するが、まだ発車していなかった避難列車があり、開拓民数百人が死傷。
- 1949年 - アメリカ合衆国大統領ハリー・S・トルーマンが国家安全保障法の修正案に署名。陸軍省が国防総省に改組される。
- 1950年 - GHQからの書簡に基づき、日本政府がポツダム政令警察予備隊令を公布。
- 1954年 - 黄変米事件 ：参議院厚生委員会で黄変米の配給中止を可決[8]。
- 1956年 - 東海村で日本原子力研究所東海研究所が起工。
- 1956年 - 日本原水爆被害者団体協議会（被団協）結成。
- 1959年 - 松川事件で最高裁が原判決（有罪）を破棄差し戻し。
- 1960年 - 森永製菓が日本初の国産インスタントコーヒーを発売。一般大衆にコーヒーが普及する契機となる。
- 1968年 - 日本初の長距離カーフェリー「阪九フェリー」（神戸 - 小倉）が運航開始。
- 1969年 - ロサンゼルスにて、前日のシャロン・テートら5人の殺害に続き、チャールズ・マンソンのカルト信者達がラビアンカ夫妻（英語版）を殺害する。
- 1971年 - アメリカ野球学会が発足。
- 1977年 - アメリカ合衆国の連続殺人犯デビッド・バーコウィッツがニューヨーク州ヨンカーズにて逮捕される。
- 1988年 - アメリカ合衆国大統領ロナルド・レーガンが市民の自由法（英語版）に署名し、発効。第二次世界大戦中にアメリカによって行なわれた日系人の強制収容を謝罪し、一人当たり20000ドルの補償を行う。
- 1989年 - 海部俊樹が第76代内閣総理大臣に就任し、第1次海部内閣が発足。初の昭和生まれの首相。
- 1990年 - アメリカ合衆国の惑星探査機「マゼラン」が金星軌道上に到達。
- 1990年 - 東京ドームで行う予定であった巨人 - 中日戦が、台風の影響で東海道新幹線がストップし中日の選手が移動できなくなったため中止。日本のドーム球場での初の試合中止。
- 1992年 - 韓国初の人工衛星「KITSAT-A」打上げ。
- 1993年 - 甲府信金OL誘拐殺人事件が発生。
- 1993年 - ノルウェー・オスロでユーロニモスがヴァルグ・ヴィーケネスによって刺殺される。
- 1998年 - 新潟市の会社でお茶のポットにアジ化ナトリウムが混入される事件が発生し、10人が入院。その後も各地でアジ化ナトリウム混入事件が相次ぎ、翌年、毒物及び劇物取締法で毒物に指定される。
- 2003年 - 沖縄都市モノレール線（ゆいレール）那覇空港駅 - 首里駅間が開業。沖縄県で第二次大戦後初の鉄道。
- 2003年 - ケントでイギリスにおける最高気温38.5℃（101.3°F）を記録。イギリスの観測史上初めてファーレンハイト度で100度を超える。
- 2003年 - 人類史上初の宇宙での結婚式 ：国際宇宙ステーションに滞在中のロシアの宇宙飛行士ユーリ・マレンチェンコが、地上にいる婚約者と衛星通信を通じて行う。
- 2006年 - ロンドン旅客機爆破テロ未遂事件が発生 ：イギリスはロンドンにあるヒースロー国際空港で起こった同時航空テロ未遂事件。
- 2010年 - 浜田幸一（元・自民党所属、衆議院議員）が背任容疑で千葉県警に逮捕される。
- 2012年 - マリカナ鉱山における労使対立で大規模なストライキが起きる。
- 2017年 - 日本国で、国際連合の国際組織犯罪防止条約及び腐敗の防止に関する国際連合条約が施行される。
- 2018年 - 群馬県の防災ヘリ「はるな」が中之条町の山林に墜落し、搭乗していた消防職員7人と東邦航空の2人の合計9人が死亡[9]。
- 2020年 - 香港の警察当局が、中国政府に批判的な民主活動家で、香港紙「蘋果日報」創業者黎智英とその息子らを、国家安全維持法違反の容疑で逮捕した[10]。
- 2024年 - 愛知県名古屋市中区及びその周辺地域を放送区域としたコミュニティ放送局のHeart FMが開局。

## 誕生日

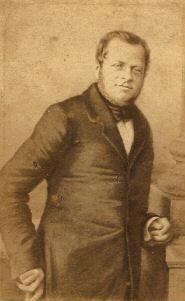
イタリア王国初代首相カミッロ・カヴール(1810-1861)誕生。

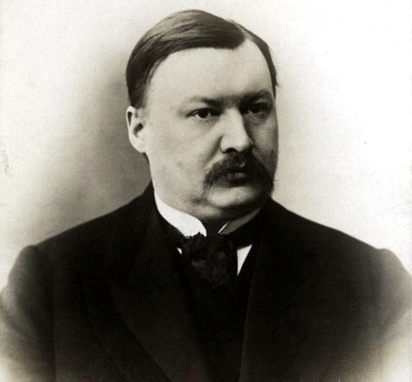
作曲家アレクサンドル・グラズノフ(1865-1936)誕生。

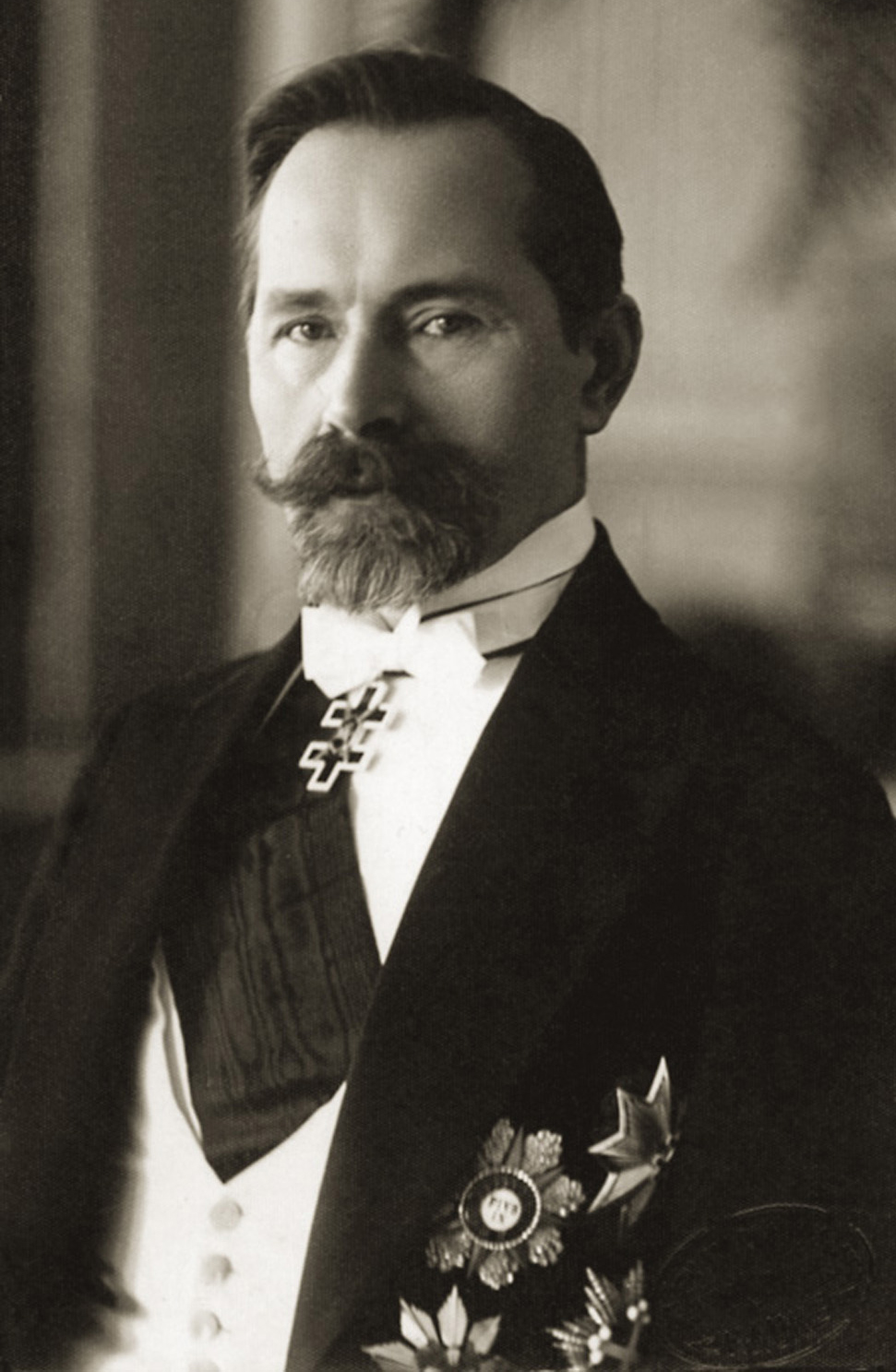
リトアニア初代大統領アンターナス・スメトナ(1874-1944年)誕生。

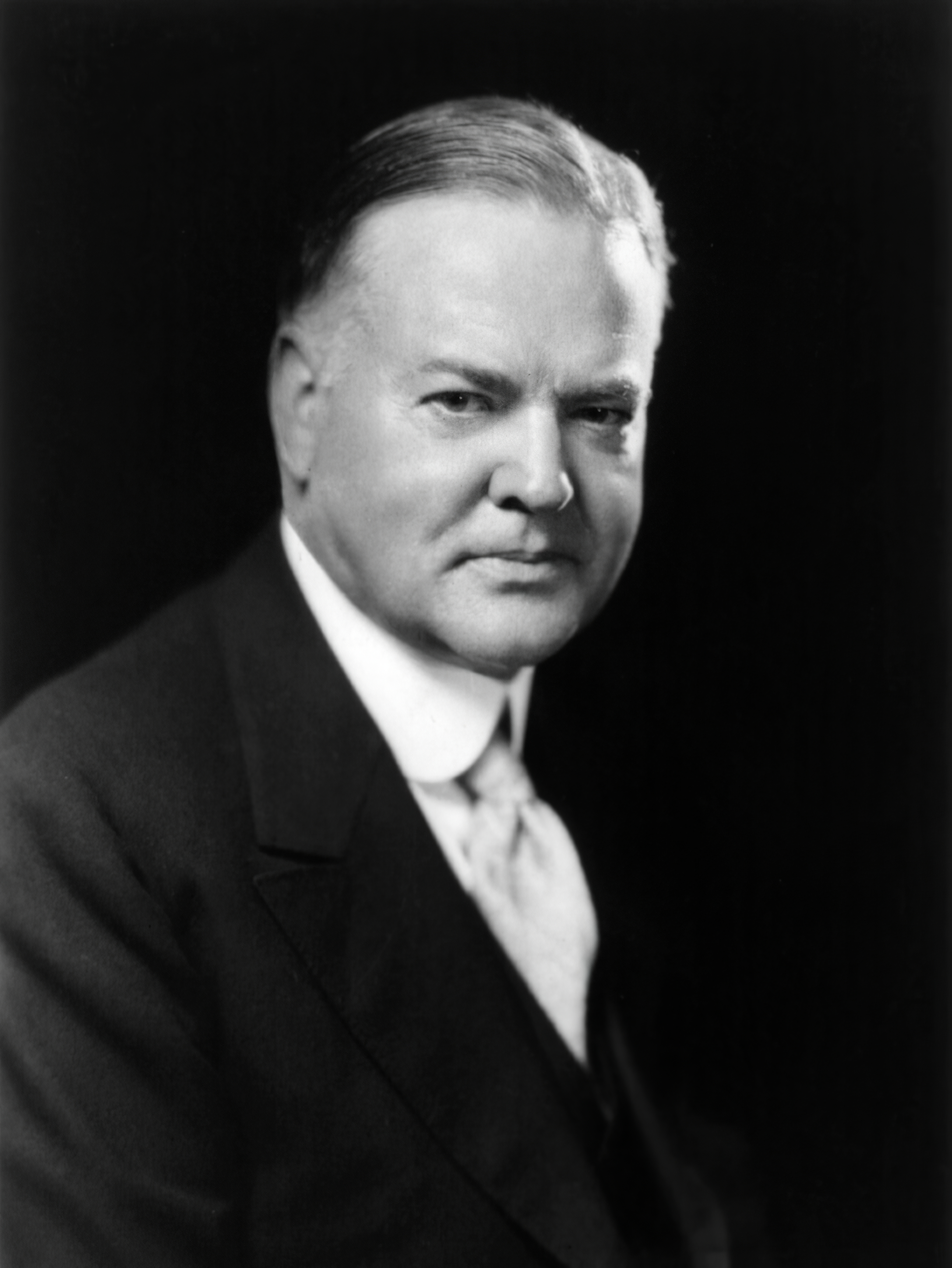
第31代アメリカ合衆国大統領ハーバート・フーヴァー(1874-1964)誕生。

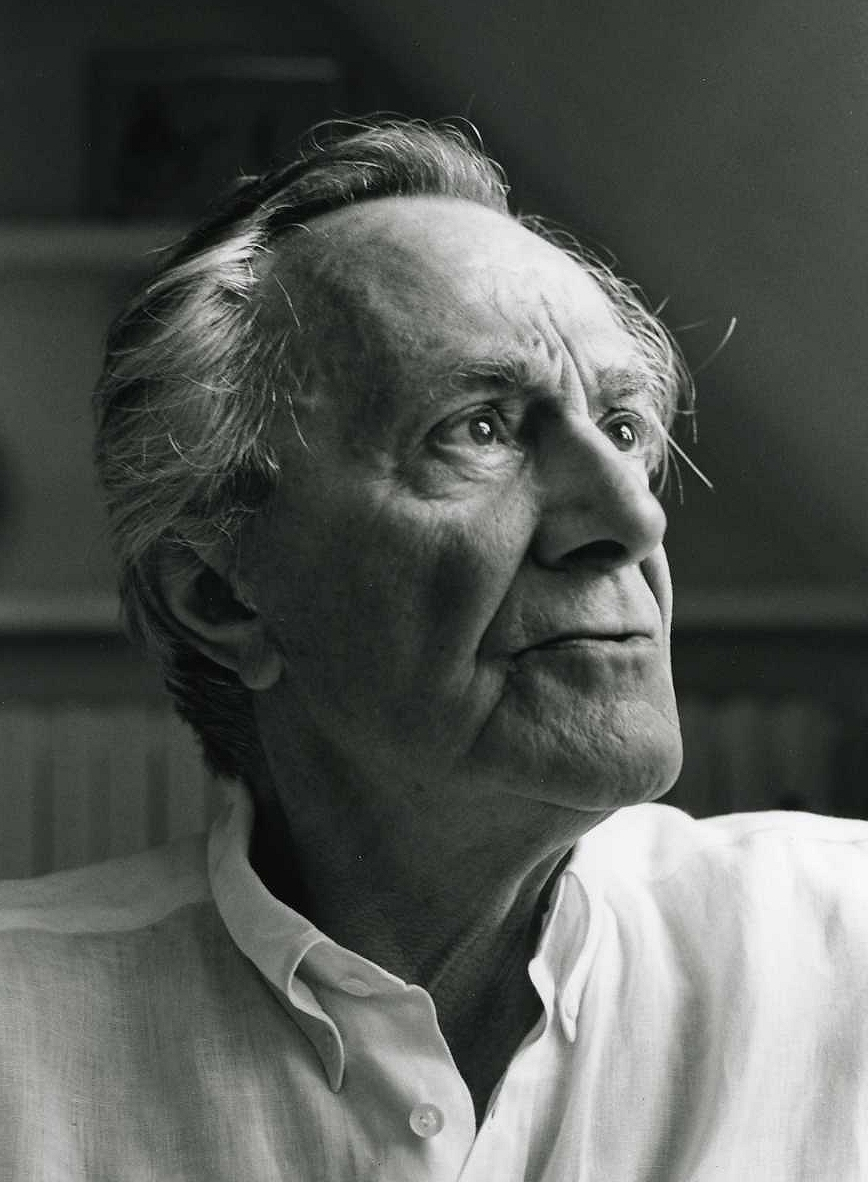
哲学者ジャン＝フランソワ・リオタール(1924-1998)誕生。

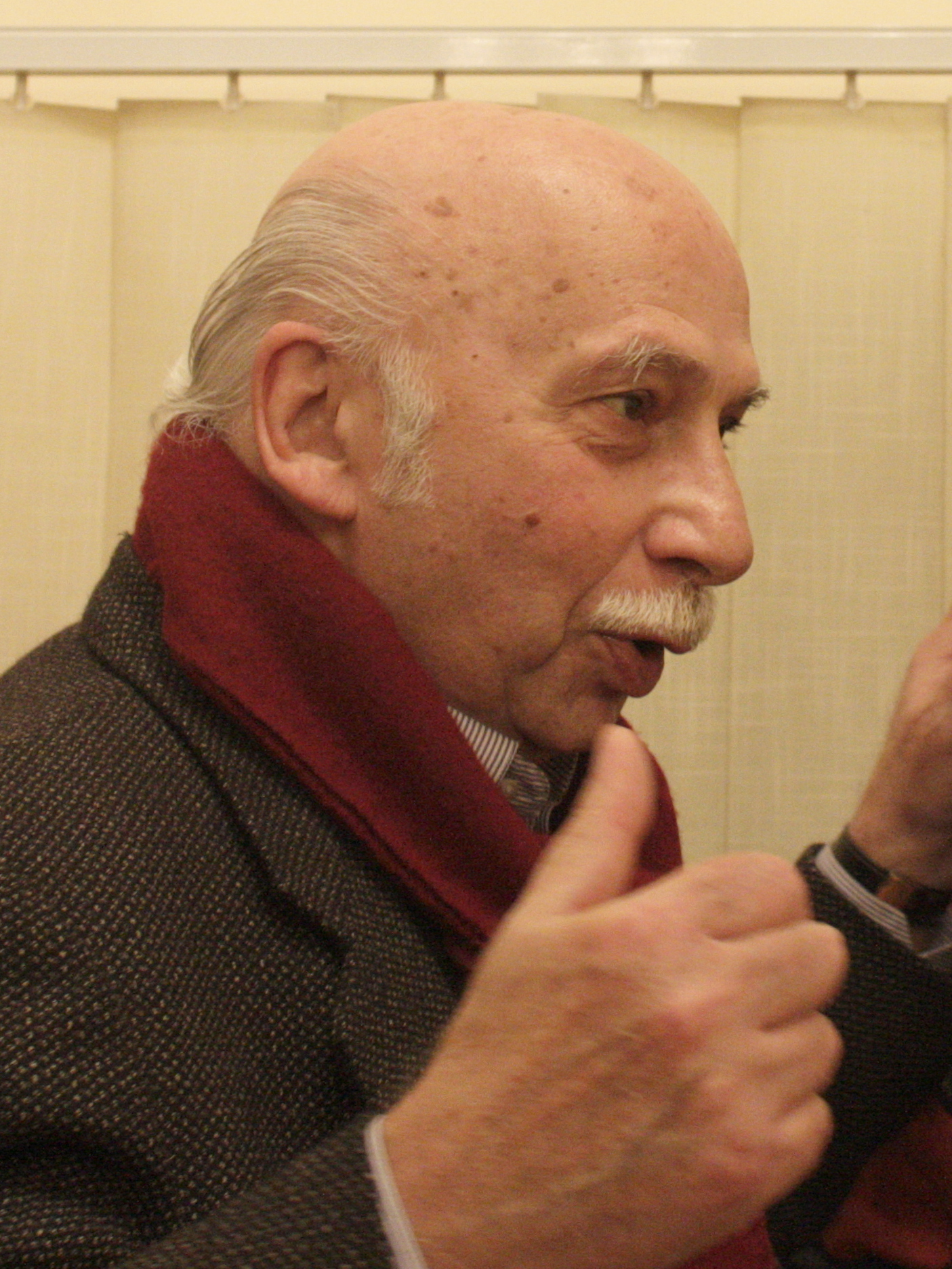
グルジア人の作曲家ギヤ・カンチェリ(1935 -2019)誕生。

- 1296年 - ヨハン・フォン・ルクセンブルク、ボヘミア王、ルクセンブルク伯（+ 1346年）
- 1397年 - アルブレヒト2世、神聖ローマ皇帝（+ 1439年）
- 1602年 - ジル・ド・ロベルヴァル、数学者（+ 1675年）
- 1732年（享保17年6月20日）- 土屋篤直、土浦藩主（+ 1776年）
- 1771年（明和8年6月30日）- 松平定剛、今治藩主（+ 1843年）
- 1782年（天明2年7月2日）- 松平宗発、江戸幕府老中、宮津藩主（+ 1840年）
- 1783年（天明3年7月13日）- 加藤泰儔、新谷藩主（+ 1872年）
- 1799年 - サミュエル・ディキンソン・ハバード、アメリカ合衆国郵政長官（+ 1855年）
- 1806年 - ユリウス・ワイスバッハ、数学者、工学者（+ 1871年）
- 1810年 - カミッロ・ベンソ・ディ・カヴール、イタリア王国初代首相（+ 1861年）
- 1814年 - アンリ・ネスレ、実業家、ネスレ創業者（+ 1890年）
- 1823年（文政6年7月5日）- 池田慶政、岡山藩主（+ 1893年）
- 1847年 - ヴィルヘルム・ライン、教育学者（+ 1929年）
- 1859年 - ラリー・コーコラン、プロ野球選手（+ 1891年）
- 1865年 - アレクサンドル・グラズノフ、作曲家（+ 1936年）
- 1874年 - ハーバート・フーヴァー、政治家、第31代アメリカ合衆国大統領（+ 1964年）
- 1874年 - アンターナス・スメトナ、政治家、初代リトアニア大統領（+ 1944年）
- 1874年 - 南次郎、陸軍軍人（+ 1955年）
- 1877年 - フランク・マーシャル、チェスプレーヤー（+ 1944年）
- 1880年 - ピエール・ロワ、画家（+ 1950年）
- 1882年 - 河野省三、神道学者、元國學院大學学長（+ 1963年）
- 1893年 - 須田正継、イスラム教研究者（+ 1964年）
- 1895年 - ミハイル・ゾーシチェンコ、小説家（+ 1958年）
- 1896年 - 溝口三郎、美術史家、漆工研究家、漆芸家（+ 1973年）
- 1897年 - 藤原あき、タレント、政治家（+ 1967年）
- 1898年 - 宇賀田順三、法学者、元八幡大学（現九州国際大学）学長（+ 1979年）
- 1899年 - 小室達、彫刻家（+ 1953年）
- 1902年 - 加藤進、官僚（+ 1993年）
- 1902年 - ノーマ・シアラー、女優（+ 1983年）
- 1902年 - ウィルヘルム・ティセリウス、化学者（+ 1971年）
- 1904年 - 中野勝義、実業家、法政大学航空工業専門学校・日本ヘリコプター輸送創立者（+ 1960年）
- 1905年 - 森田忠勇、野球監督（+ 1975年）
- 1907年 - 水町百窓、詩人、俳人（+ 1978年）
- 1909年 - 小川和夫、英文学者（+ 1994年）
- 1909年 - 平和ラッパ (2代目)、お笑い芸人、漫才師（平和ラッパ・日佐丸）（+ 1975年）
- 1909年 - ムハンマド5世、モロッコ国王（+ 1961年）
- 1912年 - 守屋多々志、日本画家（+ 2003年）
- 1912年 - ジョルジェ・アマード、小説家（+ 2001年）
- 1913年 - ヴォルフガング・パウル、物理学者（+ 1993年）
- 1914年 - マルクジンスキ、ピアニスト（+ 1977年）
- 1916年 - 山田忠雄、国語学者（+ 1996年）
- 1917年 - 青木正一、元プロ野球選手（+ 2004年）
- 1919年 - 沢藤光郎、元プロ野球選手（+ 1987年）
- 1921年 - 坂上弘、ラッパー、シンガーソングライター
- 1921年 - 木村孝平、プロ野球選手（+ 没年不詳）
- 1923年 - ロンダ・フレミング、女優（+ 2020年）
- 1923年 - 高橋良平、地球科学者（+ 1997年）
- 1924年 - ジャン＝フランソワ・リオタール、哲学者（+ 1998年）
- 1926年 - 初代 京山幸枝若、浪曲師（+ 1991年）
- 1928年 - 阿部昭吾、政治家（+ 2015年）
- 1930年 - 五十嵐辰馬、元プロ野球選手（+ 2013年）
- 1931年 - 小池清、アナウンサー（+ 2012年）
- 1931年 - 佐藤孝夫、元プロ野球選手（+ 2005年）
- 1934年 - 池田宏、アニメーション演出家
- 1934年 - ジェームズ・テニー、作曲家（+ 2006年）
- 1935年 - ギヤ・カンチェリ、作曲家（+ 2019年）
- 1936年 - 梅本正之、元プロ野球選手
- 1937年 - 前野育三、法学者、弁護士、関西学院大学名誉教授
- 1937年 - 容国団、卓球選手（+ 1968年）
- 1938年 - 山口奈々、声優
- 1939年 - 八代万智子、女優
- 1939年 - 若松政和、将棋棋士
- 1940年 - 小島敏彦、声優、俳優
- 1943年 - 大田正、政治家、元徳島県知事
- 1943年 - 平和ラッパ (3代目)、お笑い芸人、漫才師（平和ラッパ・梅乃ハッパ）（+ 2023年）
- 1944年 - 柏木隆雄、フランス文学者、大阪大学名誉教授、元大手前大学学長
- 1944年 - 奥村展三、元政治家
- 1945年 - 井戸敏三、政治家、第45-52代兵庫県知事
- 1946年 - 曽我廼家文童、俳優、声優
- 1947年 - 子安慎悟、空手家、キックボクサー
- 1947年 - イアン・アンダーソン、ミュージシャン（ジェスロ・タル）
- 1947年 - 平松一夫、会計学者（+ 2020年）
- 1947年 - 大嶽和久、地歌箏曲演奏家、作曲家（+ 2018年）
- 1948年 - 角野卓造、俳優
- 1949年 - 山口冨士夫、ミュージシャン（村八分）（+ 2013年）
- 1950年 - 後藤哲夫、声優、俳優（+ 2018年）
- 1950年 - パティ・オースティン、歌手
- 1953年 - 朝比奈順子、女優
- 1951年 - 栗橋茂、元プロ野球選手
- 1951年 - 青山孝史、歌手（フォーリーブス）（+ 2009年）
- 1952年 - 若島正、英文学者、翻訳家、京都大学名誉教授
- 1954年 - 三國清三、フランス料理シェフ
- 1954年 - 金城致勲、元プロ野球選手
- 1955年 - 三波豊和、俳優
- 1955年 - 柴崎憲治、音響効果技師、アルカブース社長
- 1955年 - 田口八重子、北朝鮮拉致被害者
- 1955年 - 佐藤博正、元プロ野球選手
- 1956年 - 後藤ひとみ、教育学者、第12代愛知教育大学学長
- 1957年 - 神足裕司、コラムニスト
- 1957年 - 鈴木幸夫、元競艇選手
- 1958年 - マイケル・ドークス、元プロボクサー（+ 2012年）
- 1959年 - ロザンナ・アークエット、女優
- 1960年 - 杏子、シンガーソングライター、ミュージシャン（元BARBEE BOYS）
- 1960年 - 片渕須直、アニメーション監督、脚本家
- 1960年 - 朝倉かすみ、小説家
- 1960年 - 高城正宏、元プロボクサー、元日本スーパーフェザー級王者
- 1960年 - アントニオ・バンデラス、俳優
- 1961年 - 梨本謙次郎、俳優
- 1961年 - ハイバトゥッラー・アクンザダ、ターリバーンの代表者、アフガニスタン（アフガニスタン・イスラム首長国）のアミール
- 1961年 - 松山香織、ジャーナリスト
- 1962年 - 筧利夫、俳優
- 1962年 - キャロライン洋子、元タレント
- 1963年 - ジェラルド・クラーク、元プロ野球選手
- 1963年 - 高岡瓶々、声優
- 1964年 - 高橋ひろ、歌手、作曲家（+ 2005年）
- 1965年 - 川田あつ子、歌手、女優
- 1966年 - 高島遼、俳優、タレント
- 1966年 - 弘石雅和、音楽プロデューサー
- 1967年 - リディック・ボウ、元プロボクサー
- 1968年 - 北澤豪、元サッカー選手、タレント
- 1968年 - 神谷裕、政治家
- 1968年 - 岩井小百合、元タレント
- 1968年 - 末吉くん、元お笑いタレント
- 1970年 - 山根和俊、漫画家
- 1970年 - 熊谷麻衣子、アナウンサー
- 1970年 - 小倉恒、元プロ野球選手
- 1971年 - 河野達郎、俳優
- 1971年 - 安達まり、声優
- 1971年 - 加藤和也、実業家、音楽プロデューサー、芸能プロモーター、ひばりプロダクション社長
- 1971年 - 河原隆一、元プロ野球選手
- 1971年 - ロイ・キーン、元サッカー選手、指導者
- 1971年 - KOHEI JAPAN、ラッパー（MELLOW YELLOW）
- 1971年 - ルカ・グァダニーノ、映画監督
- 1971年 - ケビン・ランデルマン、総合格闘家、プロレスラー（+ 2016年）
- 1973年 - 和田昌哉、歌手、音楽プロデューサー、作曲家、作詞家
- 1973年 - 鷹野史寿、元プロ野球選手
- 1973年 - 高桑大二朗、元サッカー選手、指導者
- 1973年 - ハビエル・サネッティ、元サッカー選手
- 1974年 - 子安慎悟、空手家、キックボクサー
- 1974年 - 盧長震、元プロ野球選手
- 1975年 - 白鳥智恵子、女優
- 1975年 - 秋本真利、政治家
- 1975年 - 小橋正佳、元プロ野球選手
- 1975年 - イルハン・マンスズ、元サッカー選手、フィギュアスケート選手
- 1976年 - 遊井亮子、女優
- 1977年 - 吉田哲哉、実業家、社台レースホース代表
- 1977年 - 砂川誠、元サッカー選手
- 1977年 - 藏川洋平、元サッカー選手
- 1978年 - 亜城めぐ、声優
- 1978年 - 山本智子、歌手
- 1978年 - 勝浦正樹、騎手
- 1979年 - WISE、MC（TERIYAKI BOYZ）
- 1979年 - 升秀夫、ミュージシャン（BUMP OF CHICKEN）
- 1979年 - 竹岡葉月、小説家
- 1979年 - 新谷志保美、スピードスケート選手
- 1979年 - 原信一朗、プロ野球審判員
- 1979年 - 兵動秀治、競輪選手、元プロ野球選手
- 1979年 - ダン・ジョンソン、プロ野球選手
- 1979年 - ブランドン・ライオン、元プロ野球選手
- 1980年 - やぶさきえみ、声優、タレント、司会者
- 1981年 - 安倍なつみ、歌手、タレント（元モーニング娘。）
- 1981年 - 村野忠正、元子役
- 1981年 - タウフィック・ヒダヤット、バドミントン選手
- 1982年 - デヴォン青木、ファッションモデル、女優
- 1982年 - 堀内葉子、ファッションモデル
- 1982年 - 野橋太郎、プロレスラー
- 1982年 - レミギウス・モリカビュチス、格闘家
- 1983年 - 松橋未樹、歌手、作曲家
- 1983年 - 斉藤貴子、レスリング選手
- 1984年 - 速水もこみち、俳優
- 1984年 - ヤハラリカ、ファッションモデル、女優、タレント、MC、写真家
- 1984年 - 深津康太、元サッカー選手
- 1985年 - 三宅優樹、テレビプロデューサー
- 1985年 - 鶴竜力三郎、大相撲第71代横綱、年寄24代音羽山
- 1986年 - 白石茉莉奈、AV女優、タレント
- 1986年 - 永井孝典、プロ雀士
- 1986年 - 渡邉千真、サッカー選手
- 1987年 - 久保山智夏、女優
- 1987年 - 赤﨑千夏、声優[11]
- 1987年 - 立木聖美、元タレント
- 1987年 - ウィルソン・ラモス、プロ野球選手
- 1988年 - 友稀サナ、女優
- 1988年 - 大矢英俊、卓球選手
- 1988年 - ロトアヘアポヒヴァ大和、ラグビー選手
- 1988年 - 井手口正昭、元サッカー選手
- 1988年 - HARUNA、歌手、ミュージシャン（SCANDAL）
- 1989年 - 成瀬心美、タレント、元AV女優
- 1989年 - 南橋直哉、ラグビー選手
- 1989年 - ベン・サハル、サッカー選手
- 1990年 - 前山奈津巴、グラビアアイドル
- 1990年 - 手塚真生、ファッションモデル
- 1990年 - タツヤ・レイシー、タレント
- 1990年 - 橋爪勇樹、元サッカー選手、指導者
- 1990年 - 安藤駿介、プロサッカー選手
- 1990年 - 小原怜、陸上競技選手
- 1990年 - 迫留駿、元野球選手
- 1990年 - ルーカス・ティル、俳優
- 1990年 - アンソニー・ゴース、野球選手
- 1990年 - ロレンソ・メルガレホ、サッカー選手
- 1991年 - 中村大治郎、元ラグビー選手
- 1992年 - 門脇麦、女優
- 1992年 - 小澤亜李、声優
- 1992年 - Neru、音楽家、ボカロP
- 1992年 - 鈴木恵理香、アナウンサー
- 1992年 - 平松翔馬、アナウンサー
- 1992年 - 中﨑翔太、プロ野球選手
- 1992年 - 桑田真樹、元プロ野球選手
- 1992年 - アーチー・ブラッドリー、プロ野球選手
- 1993年 - 中島裕翔、タレント、俳優（Hey! Say! JUMP）
- 1993年 - 石橋葵、プロレスラー
- 1994年 - RIKU、歌手（THE RAMPAGE from EXILE TRIBE）
- 1994年 - ベルナルド・シウバ、サッカー選手
- 1994年 - 田仁智、プロゴルファー
- 1994年 - SHONO、タレント、モデル
- 1995年 - 吉澤閑也、アイドル（Travis Japan）
- 1995年 - 西和磨、ラグビー選手
- 1996年 - 小南満佑子、女優
- 1996年 - 桝元沙耶、アイドル（元Tokyo Cheer2 Party）
- 1996年 - 河出奈都美、アナウンサー
- 1996年 - 脇菜々香、元タレント
- 1996年 - 吉野翔太、元タレント
- 1997年 - 高月彩良、女優、歌手
- 1997年 - 熊崎晴香、アイドル（SKE48）
- 1998年 - 白石聖、女優
- 1998年 - 齋藤飛鳥、タレント、アイドル（元乃木坂46）
- 1999年 - 野村奈央、タレント、女優（元AKB48）
- 1999年 - 藤牧京介、アイドル（INI）
- 1999年 - 土井洋輝、元子役、声優
- 2000年 - 田中菜津美、タレント、アイドル（元HKT48、元SKE48）
- 2000年 - 森淳奈、野球選手
- 2000年 - 船木和夏、サッカー選手
- 2001年 - 舟木健、歌手、タレント（NORD）
- 2001年 - ホルヘ・ペラルタ、プロ野球選手
- 2001年 - 古乃ほの、AV女優
- 2002年 - 崔赫宸、バドミントン選手
- 2004年 - 愛海、プロレスラー
- 2005年 - 加藤栞、ファッションモデル
- 2005年 - 清水咲衣、フィギュアスケート選手
- 生年不詳 - 千崎敏司、タレント、ラジオDJ、司会者、レポーター
- 生年不詳 - 山中季哉、作曲家、編曲家
- 生年不詳 - 石塚友菜[12]、声優、タレント
- 生年不詳 - 井上真希[13]、声優
- 生年不詳 - 國府咲月、声優
- 生年不詳 - 佐々木日菜子、声優
- 生年不詳 - 宝田直人、声優
- 生年不詳 - 雄賀多あや、声優
- 生年不詳 - 寺田明正、声優
- 生年不詳 - 藤宮るり、声優
- 生年不詳 - 松村圭人、声優
- 生年不詳 - 村田遥、声優
- 生年不詳 - 八ッ橋きなこ、声優
- 生年不詳 - 高田りえ、漫画家
- 生年不詳 - 山口よしのぶ、漫画家

## 忌日

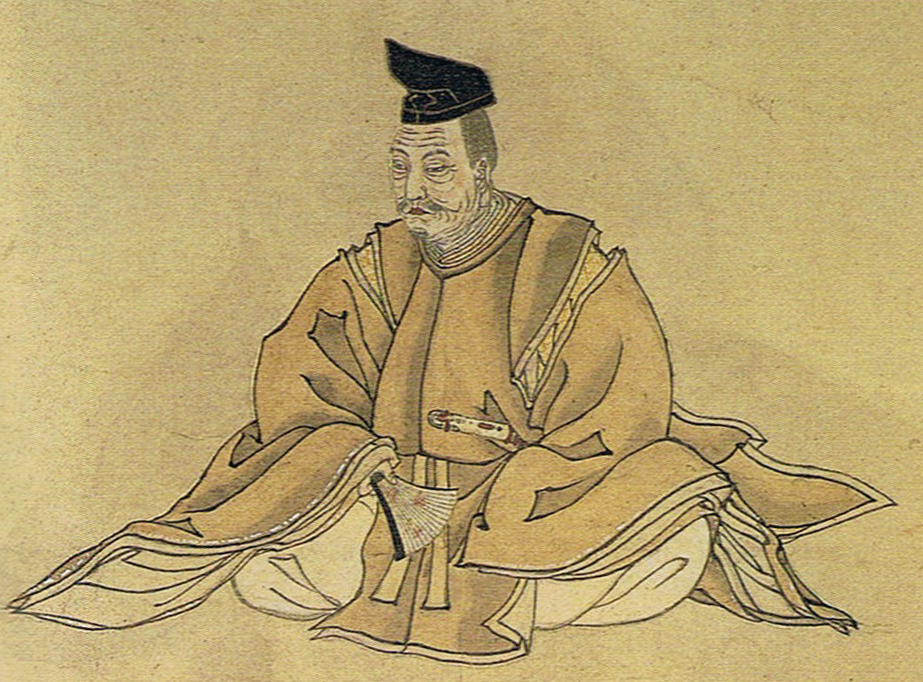
奥州藤原氏初代当主藤原清衡(1056-1128年)没。

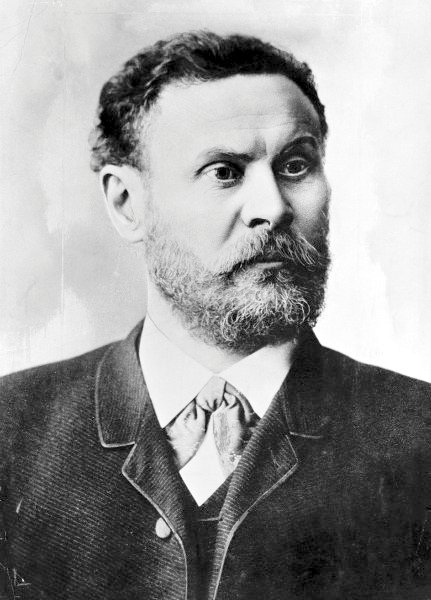
航空技術者オットー・リリエンタール(1848-1896年)試験飛行中に墜落死。

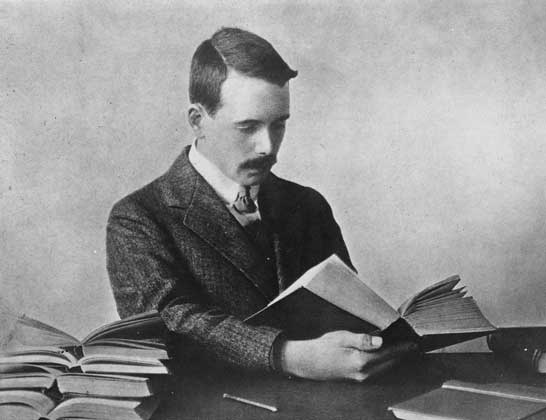
物理学者ヘンリー・モーズリー(1887-1915年)没。

ロケット研究者ロバート・ゴダード(1882-1945)没。

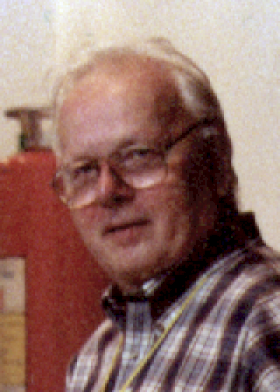
情報科学者クリステン・ニゴール(1926-2002年)没。プログラミング言語Simulaを開発。

- 1128年（大治3年7月17日） - 藤原清衡、奥州藤原氏の祖（* 1056年）
- 1541年（天文10年7月19日） - 北条氏綱、戦国大名（* 1487年）
- 1564年（－禄7年7月4日） - 三好長慶、戦国大名（* 1522年）
- 1590年（天正18年7月11日） - 北条氏政、戦国大名（* 1538年）
- 1590年（天正18年7月11日） - 北条氏照、戦国時代の武将（* 1540年）
- 1601年 - ジョヴァンニ・アルベルティ（イタリア語版）、画家（* 1558年）
- 1622年 - ジョヴァンニ・バッティスタ・ヴィオラ（英語版）、画家（* 1576年）
- 1653年 - マールテン・トロンプ、オランダ海軍軍人（* 1597年）
- 1759年 - フェルナンド6世、スペイン王（* 1713年）
- 1784年 - アラン・ラムゼー、宮廷画家（* 1713年）
- 1802年 - フランツ・エピヌス、天文学者、物理学者、数学者（* 1724年）
- 1806年 - ヨハン・ミヒャエル・ハイドン、作曲家（* 1737年）
- 1821年 - サルヴァトーレ・ヴィガーノ、バレエダンサー、振付家（* 1769年）
- 1827年 - ウィレム・ヘレインズ（オランダ語版）、画家（* 1743年）
- 1893年 - ロバート・コーネリアス、写真家（* 1809年）
- 1895年 - フェリクス・ホッペ＝ザイラー、生理学者（* 1825年）
- 1896年 - オットー・リリエンタール、航空技術者（* 1848年）
- 1915年 - 西川春洞、書家（* 1847年）
- 1915年 - ヘンリー・モーズリー、物理学者（* 1887年）
- 1923年 - ホアキン・ソローリャ、画家（* 1863年）
- 1929年 - ピエール・ファトゥ、数学者、天文学者（* 1878年）
- 1934年 - ルドルフ・トイスラー、米国聖公会の医師、宣教師、聖路加国際大学創立者（* 1876年）
- 1945年 - ロバート・ゴダード、ロケット工学者（* 1882年）
- 1948年 - 朝河貫一、歴史学者（* 1873年）
- 1955年 - ジェーン・マーフィン（英語版）、劇作家、脚本家（* 1884年）
- 1960年 - フランク・ロイド、映画監督（* 1886年）
- 1960年 - 両國勇治郎、大相撲力士（* 1892年）
- 1961年 - マリオン・マホニー・グリフィン（英語版）、建築家、芸術家（* 1871年）
- 1965年 - 高橋等、逓信官僚、政治家、第19-20代法務大臣（* 1903年）
- 1966年 - フェリックス・ベニング・マイネス、地球物理学者、測地学者（* 1887年）
- 1968年 - 堺駿二、コメディアン、喜劇俳優（* 1913年）
- 1969年 - 小泉純也、政治家、防衛庁長官（* 1904年）
- 1970年 - ベルント・アロイス・ツィンマーマン、作曲家（* 1918年）
- 1971年 - 上林山栄吉、政治家、元防衛庁長官（* 1904年）
- 1973年 - リリアン・ロクソン（英語版）、音楽ジャーナリスト、作家（* 1932年）
- 1977年 - 石田茂作、仏教考古学者、元奈良国立博物館長（* 1894年）
- 1977年 - 山田かまち、画家、詩人（* 1960年）
- 1980年 - ウィリアム・ジョセフ・シーボルド、外交官（* 1901年）
- 1980年 - ピーター・フィック（英語版）、競泳選手（* 1913年）
- 1980年 - ヤヒヤー・ハーン、軍人、政治家、パキスタン第3代大統領（* 1917年）
- 1982年 - ピーター・デ・メンデルスゾーン（ドイツ語版）、作家、歴史家、翻訳家（* 1908年）
- 1983年 - ルーベン・ラウジング、実業家、テトラパック共同設立者（* 1895年）
- 1984年 - 野間省一、実業家、講談社社長（* 1911年）
- 1985年 - 船田譲、教育者、政治家、第8～10代栃木県知事、元作新学院院長（* 1923年）
- 1986年 - アラン・ポール・ラウズ（英語版）、登山家（* 1951年）
- 1988年 - 木村荘十二、映画監督（* 1903年）
- 1988年 - 清水幾太郎、社会学者（* 1907年）
- 1989年 - 楠根宗生、実業家、元西日本鉄道社長・西鉄ライオンズオーナー（* 1901年）
- 1993年 - アイリーン・シャラフ、衣装デザイナー（* 1910年）
- 1993年 - ユーロニモス、ミュージシャン（* 1968年）
- 1996年 - 河野健二、歴史学者、経済史家（* 1916年）
- 1997年 - 江國滋、エッセイスト、俳人（* 1934年）
- 1999年 - Michael Sveda[14]、化学者、シクラメート開発者（* 1912年）
- 1999年 - 谷ゆき子、漫画家（* 1935年）
- 1999年 - 和田洋一、出版人、三才ブックス設立者（* 1936年）
- 2001年 - ルー・ブードロー、元プロ野球選手（* 1917年）
- 2001年 - 竹地盛治、プロボクサー、元OPBF東洋太平洋スーパーウェルター級王者（* 1977年）
- 2002年 - 田中覚、政治家、元三重県知事（* 1909年）
- 2002年 - ドリス・ウィッシュマン、映画監督、脚本家（* 1912年）
- 2002年 - クリステン・ニガード、数学者、計算機科学者、政治家（* 1926年）
- 2003年 - 中村哲、政治学者、憲法学者、元法政大学総長、政治家（* 1912年）
- 2004年 - 林健太郎、歴史学者、元東京大学総長（* 1913年）
- 2005年 - 山田正弘、詩人、脚本家（* 1931年）
- 2005年 - 小菅桂子、食文化研究家（* 1933年）
- 2006年 - 武井保雄、実業家、武富士創業者（* 1930年）
- 2007年 - 石井忠重、政治家、元神奈川県厚木市長（* 1920年）
- 2007年 - 小阪修平、評論家、予備校講師（* 1947年）
- 2008年 - 伊藤清敏、実業家、元住友海上火災保険社長（* 1911年）
- 2008年 - ルイーズ・アームストロング（英語版）、児童文学作家（* 1937年）
- 2008年 - アレクサンドル・スロボジャニク、ピアニスト（* 1941年）
- 2008年 - アイザック・ヘイズ、ミュージシャン、俳優（* 1942年）
- 2009年 - ウルポ・コルホネン、クロスカントリースキー選手、1952年オスロオリンピック金メダリスト（* 1923年）
- 2009年 - キラーイ・エデ、フィギュアスケート選手（* 1929年）
- 2009年 - ザレマ・サドゥラエワ、ロシアチェチェン共和国の人権運動家（* 1974年）
- 2011年 - 神戸淳吉、児童文学作家（* 1920年）
- 2011年 - 浅沼一、将棋棋士（* 1924年）
- 2011年 - 浜口喜博、元競泳選手、俳優、1952年ヘルシンキオリンピック銀メダリスト、日本水泳連盟元常務理事（* 1926年）
- 2011年 - 日吉ミミ、歌手（* 1947年 ）
- 2012年 - マドレイン・M・レイニンガー、看護学者（* 1925年）
- 2012年 - カルロ・ランバルディ、特殊効果アーティスト、1979年・1982年アカデミー視覚効果賞受賞者（* 1925年）
- 2012年 - フィリップ・ブガルスキー、元ラリードライバー（* 1963年）
- 2013年 - イーディ・ゴーメ、ポップスシンガー（* 1928年）
- 2013年 - ウィリアム・パトリック・クラーク、第44代アメリカ合衆国内務長官（* 1931年）
- 2013年 - 高崎一郎、司会者（* 1931年）
- 2015年 - 山田明爾、僧侶、浄土真宗本願寺派教徳寺住職、仏教学者、龍谷大学名誉教授（* 1935年）
- 2016年 - 水原明人、脚本家（* 1929年）
- 2017年 - 孫福剛久、舞台美術家（* 1923年）
- 2017年 - 阿部進、教育評論家（* 1930年）
- 2018年 - 樋口清、建築家（* 1918年）
- 2018年 - 菅井きん、女優（* 1926年）
- 2018年 - フェルナンド・ジョルト、画家（* 1949年）
- 2019年 - 福田督、実業家、元中国電力会長（* 1942年）
- 2019年 - 瀧本哲史、投資家、経営コンサルタント（* 1972年）
- 2020年 - 新藤孝衛、実業家、映画監督、脚本家、映画プロデューサー（* 1932年）
- 2020年 - 渡哲也、俳優（* 1941年）
- 2020年 - 江藤漢斉、俳優（* 1942年）
- 2021年 - 入江一子、画家（* 1916年）
- 2021年 - 藤本淳雄、ドイツ・オーストリア文学者、東京大学名誉教授（* 1929年）
- 2021年 - 井上輝子、社会学者、女性学者、和光大学名誉教授（* 1942年）
- 2021年 - トニー・エスポジト、元アイスホッケー選手、ホッケー殿堂（* 1943年）
- 2021年 - 鍜治真起、パズル作家、出版人、ニコリ創業者（* 1951年）
- 2021年 - ヴィクトリア・パリス、ポルノ女優（* 1960年）
- 2022年 - イーフー・トゥアン、地理学者（* 1930年）
- 2022年 - 二木英徳、実業家、元ジャスコ（現イオン）社長、元日本体操協会会長、元日本チェーンストア協会会長（* 1936年）
- 2022年 - 若林清造、実業家、元時事通信社社長（* 1947年）
- 2023年 - 森井眞、フランス史学者、元明治学院大学学長（* 1919年）
- 2023年 - アントネッラ・ルアルディ（英語版）、女優（* 1931年）
- 2023年 - 桑原和男、お笑いタレント、喜劇俳優、吉本新喜劇座員・元座長（* 1936年）
- 2023年 - ダニイル（主代郁夫）、日本ハリストス正教会の首座主教（* 1938年）
- 2023年 - 浦野REN、俳優（* 1960年）
- 2024年 - 新川和江、詩人（* 1929年）
- 2024年 - ガリナ・ジビナ、砲丸投・円盤投・やり投選手、1952年ヘルシンキ五輪金メダリスト（* 1931年）
- 2024年 - 朴権欽、ジャーナリスト、政治家（* 1932年）
- 2024年 - 齊藤寛、実業家、シャトレーゼホールディングス代表取締役会長（* 1934年）
- 2024年 - チェレスティーナ・カサピエトラ、ソプラノ歌手（* 1938年）
- 2024年 - 川村禎彦、調教師、騎手（* 1958年）
- 2025年 - 釜本邦茂、サッカー選手、指導者、政治家（* 1944年）
- 2025年 - 水谷実雄、プロ野球選手（* 1947年）

## 記念日・年中行事
- キトの独立宣言日（ エクアドル）
1809年のこの日、現在のエクアドルの首都であるキトがスペインからの独立を宣言したことを記念する祝日。
- 道の日（ 日本）
1920年8月10日に日本初の道路整備計画が実施されたことに由来。1986年に建設省（現国土交通省）が制定。
- 宿の日（ 日本）
「や(8)ど(10)」の語呂合せ。全国旅館ホテル生活衛生同業組合連合会（全旅連）青年部が1992年に制定[15]。
- 健康ハートの日（ 日本）
「ハー(8)ト(10)」の語呂合せ。日本心臓財団と厚生省（現在の厚生労働省）が1985年に制定[16]。
- 鳩の日（ 日本）
「は(8)と(10)」の語呂合せ。鳩サブレーを販売する豊島屋が制定[17]。豊島屋の創業日である1894年8月10日にも因んでいる[17]。
- 焼き鳥の日（ 日本）
「や(8)きと(10)り」の語呂合せ。1946年より焼き鳥を販売する株式会社鮒忠が2007年に制定[18]。これとは別に全国やきとり連絡協議会も実施。
- ハーゲンダッツの日（ 日本）
ハーゲンダッツジャパンの創業日であることから、2018年に日本記念日協会より認定された[19]。
- 帽子の日（ 日本）
「ハッ(8)ト(10)」の語呂合せ。全日本帽子協会が制定。そのまま「ハットの日」ともいわれる[20]。
- パレットの日（ 日本）
「パ(8)レット(10)」の語呂合せ。日本パレット協会が2007年（平成19年）に制定。
- バトンの日
1980年8月10日にアメリカ合衆国シアトルで第1回世界バトントワリング選手権が開催されたことから。
- バイトルの日
「バ(8)イ(1)ト(0)ルの日」の語呂合せで、日本最大級のアルバイト求人情報サイト「バイトルドットコム」を運営するディップが制定し、日本記念日協会が認定[21]。
- スヌーピーの日（ 日本）
スヌーピーの誕生日で、2015年に日本記念日協会より認定された[22]。
- バリ取りの日（ 日本）
ジーベックテクノロジーにより制定され、日本記念日協会より認定された[23]。
- パトレイバーの日（ 日本）
「パ(8)ト(10)」にちなんで、2018年に日本記念日協会より認定された[24]。